# Ngöbe-Buglé

Comarcans läge i Panama.

Comarca Ngöbe-Buglé (Comarca de Ngöbe-Buglé) är ett av Panamas 5 comarca (område med begränsad autonomi).

## Geografi
Ngöbe-Buglé har en yta på cirka 6 968 km² med cirka 154 300 invånare. Befolkningstätheten är 22 invånare/km².
Huvudorten är Buabidi med cirka 1 000 invånare.

## Förvaltning
Comarcan förvaltas av en Gobernador (guvernör), ISO 3166-2-koden är "PA-NB", befolkningen utgörs huvudsakligen av ursprungsfolket Ngöble och Buglé-indianerna.
Ngöbe-Buglé är underdelad i 7 distrito (distrikt) och 58 corregimientos (division):
- Besiko, yta 752 km², cirka 17 000 invånare, med corregimientos:

Huvudort Soloy och Boca de Balsa, Camarón Arriba, Cerro Banco, Cerro de Patena, Emplanada de Chorcha, Nämnoni, Niba
- Kankintú, yta 2 411 km², cirka 20 000 invånare, med corregimientos:

Huvudort Bisira och Büri, Guariviara, Guoroni, Kankintú, Mününi, Piedra Roja, Tuwai, Man Creek
- Kusapín, yta 1 919 km², cirka 15 000 invånare, med corregimientos:

Huvudort Kusapín och Bahía Azul, Calovébora o Santa Catalina, Loma Yuca, Río Chiriquí, Tobobe, Valle Bonito
- Mironó, yta 332 km², cirka 11 000 invånare, med corregimientos:

Huvudort Hato Pilón och Cascabel, Hato Corotú, Hato Culantro, Hato Jobo, Hato Julí, Quebrada de Loro, Salto Dupí
- Müna, yta 812 km², cirka 29 000 invånare, med corregimientos:

Huvudort Chichica och Alto Caballero, Bakama, Cerro Caña, Cerro Puerco, Krüa, Maraca, Nibra, Peña Blanca, Roka, Sitio Prado, Ümani
- Nole Düima, yta 166 km², cirka 10 000 invånare, med corregimientos:

Huvudort Cerro Iglesias och Hato Chamí, Jadaberi, Lajero, Susama
- Ñürün, yta 575 km², cirka 11 000 invånare, med corregimientos:

Huvudort Buenos Aires och Agua de Salud, Alto de Jesús, Cerro Pelado, El Bale, El Paredón, El Piro, Guayabito, Güibale
Comarcan inrättades den 7 mars 1997 efter delning av provinserna Bocas del Toro, Chiriquí och Veraguas.